# ديفيد بنوا
ديفيد بنوا (بالإنجليزية: David Benoit)‏ هو عازف جاز وعازف بيانو أمريكي، ولد في 18 أغسطس 1953 في بيكرسفيلد في الولايات المتحدة.

## وصلات خارجية
لم يتم العثور على روابط لمواقع التواصل الاجتماعي.